# Ponte Preta
Ponte Preta är en kommun i Brasilien.   Den ligger i delstaten Rio Grande do Sul, i den södra delen av landet, 1 400 km söder om huvudstaden Brasília. Antalet invånare är 1 750.
Trakten runt Ponte Preta består till största delen av jordbruksmark. Runt Ponte Preta är det glesbefolkat, med 10 invånare per kvadratkilometer.